# Harald Gustafsson
Harald Gustafsson, född 1953, är en svensk professor i historia vid Lunds universitet. Hans forskning har rört sig kring förhållandet mellan undersåtar och överhet i det tidigmoderna Norden, t.ex. i Mellan kung och allmoge (1985), Political Interaction in the Old Regime (1994), Gamla riken, nya stater (2000) och Makt och människor (2010). 
I sin forskning har Harald Gustafsson framför allt behandlat Norden under tidigmodern tid (1500–1850), med ämnen som politisk kultur, makt och inflytande, identitetsföreställningar och statsbildningsprocesser. Han har bland annat introducerat begreppet konglomeratstat i nordisk forskning.

## Utmärkelser, ledamotskap och priser
- Ledamot av Vetenskapssocieteten i Lund (LVSL, 1996)[1]